# Hrvatski rukometni kup za žene 2006./07.
Hrvatski rukometni kup za žene 2006/07.

## Natjecateljski sustav
Igralo se po kup-sustavu.

## Rezultati
- osmina završnice

- četvrtzavršnica

### Završni turnir
- poluzavršnica, 30. ožujka 2007.

Podravka Vegeta (Koprivnica) - Zamet (Rijeka) 33:13

Lokomotiva (Zagreb) - Kutjevački podrumi (Požega) 30:23
- završnica, 31. ožujka

Lokomotiva - Podravka Vegeta 33:31
Rukometašice zagrebačke "Lokomotive" su osvajačice hrvatskog kupa za sezonu 2006/07.

## Poveznice
- Dukat 1. HRL 2006./07.